# 树参属
树参属（学名：Dendropanax）是五加科下的一个属，为灌木至乔木植物。该属共有约80种，分布于热带美洲和亚洲东部。
属名dendropanax希腊语dendron（树木）和panax（人参）合成。